# UFC 19
UFC 19: Ultimate Young Guns（ユーエフシー・ナインティーン：アルティメット・ヤング・ガンズ）は、アメリカ合衆国の総合格闘技団体「UFC」の大会の一つ。1999年3月5日、ミシシッピ州ベイセントルイスのカジノマジック・ベイセントルイスで開催された。

## 大会概要
メインイベントでは、ティト・オーティズがガイ・メッツァーとUFC 13以来の再戦を行い、TKOで勝利を収めると共にリベンジを果たした。
ケビン・ランデルマンがUFCに初出場した。

## 試合結果
第1試合 ミドル級 15分1R
○  シオン・ラトゥー vs.  ジョーイ・ロバーツ ×
1R 10:01 TKO（レフェリーストップ：カット）
第2試合 ヘビー級 15分1R
○  ピート・ウィリアムス vs.  ジェイソン・ゴドシー ×
1R 1:46 膝十字固め
第3試合 ミドル級 15分1R
○  エヴァン・タナー vs.  ヴァレリ・イグナトフ ×
1R 2:58 TKO（レフェリーストップ：グラウンドの肘打ち）
第4試合 ヘビー級 15分1R
○  ケビン・ランデルマン vs.  モーリス・スミス ×
1R終了 判定3-0
第5試合 ミドル級 15分1R
○  ジェレミー・ホーン vs.  チャック・リデル ×
1R 12:00 TKO（レフェリーストップ：肩固め）
第6試合 ヘビー級 15分1R
○  ゲーリー・グッドリッジ vs.  アンドレ・ロバーツ ×
1R 0:43 ギブアップ（グラウンドパンチ）
第7試合 ミドル級 15分1R
○  ティト・オーティズ vs.  ガイ・メッツァー ×
1R 9:56 TKO（レフェリーストップ：グラウンドパンチ）